# Was Sarginson
Was Sarginson est un batteur de metal extrême né au Royaume-Uni.

## Biographie
Was Sarginson commence à jouer de la batterie à l'âge de 14 ans. Il commence sa carrière au sein du groupe Solemm, groupe formé avec quelques amis, pour lequel il enregistre trois démos et avec lequel il donne quelques concerts en première partie de Cradle Of Filth. 
Was rejoint Cradle Of Filth en tant que batteur permanent et participe à sept concerts avec le groupe. Sa collaboration avec Cradle Of Filth se termine peu de temps avant la sortie de The Principle of Evil Made Flesh (album édité en début d'année 1994). À ce moment, Was perd tout intérêt pour la musique extrême.
Was répond à une offre du bassiste Robin Eaglestone qui venait de quitter Cradle Of Filth et forme December Moon. Il enregistre une démo au début de 1995 Nocturnal Transcendency. En 1996, il enregistre le premier album du groupe : Source Of Origin. Il rejoint The Blood Divine groupe fondé par Paul Allender et les frères Paul et Benjamin Ryan après leur départ du groupe Cradle Of Filth. Il enregistre avec eux deux albums (Awaken et Mystica). Durant cette période (1995 et 1997), Was collabore avec le groupe de crust punk et de grindcore originaire de Ipswich en Angleterre,  Extreme Noise Terror. Il est crédité sur l'opus Damage (1997). 
The Blood Divine se sépare en 1998. En 1999, Was rejoint de nouveau Cradle Of Filth, participe à l'écriture et à l'enregistrement de l'EP From the Cradle to Enslave (1999), mais il est remplacé par Adrian Erlandsson avant même la sortie de l'EP. En 2000, on le retrouve derrière les futs de Deinonychus (Symphonic Dark/Doom metal), groupe avec lequel il enregistrera deux albums.

## Influences
Was est inspiré par les batteurs Vinnie Colauita, Bill Bruford, Will Cahloun, Tiny Williams, Neil Peart, Joey Baron, Chad Wackerman, Stephen Shelton.

## Discographie
- December Moon -Nocturnal Transcendency démo 1995.
- December Moon - source of Origin (CD, Album)1996
- The Blood Divine - Awaken (CD, Album) Peaceville 1996
- Extreme Noise Terror - Damage 381 (CD, Album) Earache 1997
- The Blood Divine - (CD, Album) Mystica Peaceville 1997
- The Blood Divine - Rise Pantheon Dreams (CD, Compilation) Peaceville 2002
- Cradle Of Filth - From The Cradle To Enslave E.P. (CD, EP) Metal Blade Records 1999
- Deinonychus - Deinonychus (CD, Album), Ars Metalli 2000
- Cradle Of Filth - Lovecraft & Witch Hearts (2xCD, Compilation) Music For Nations 2002
- Deinonychus - Mournument (CD, Album) My Kingdom Music 2002